# 丸山城志郎
丸山 城志郎（まるやま じょうしろう、1993年8月11日 - ）は、日本の柔道家。宮崎県宮崎市出身。階級は66kg級。身長167cm。血液型はA型。組み手は左組み。得意技は内股、巴投、袖釣込腰。父親はバルセロナオリンピックの柔道65kg級で7位となった丸山顕志。兄は2011年の世界ジュニア81kg級チャンピオンの丸山剛毅。

## 経歴
5歳の時に父親の出身道場である静充館で柔道を始めた。その後、父親が開設した泰山学舎に所属になると、小学校5年の時に全国少年柔道大会の個人戦で3位、団体戦でも兄とともに活躍して3位になった。全国小学生学年別柔道大会には40kg級に出場するが、決勝で栃木県代表の髙藤直寿に上四方固で敗れた。全日本選抜少年柔道大会小学生の部の団体戦では兄とともに活躍して優勝を飾った。この時期は河川敷での堤防の上り下りダッシュや、当時住んでいた高層マンションの階段を3往復していたことで、独特のばねが膝に形成されて、それが得意技の内股に活かされることになったという。
桐蔭学園中学2年の時には全国中学校柔道大会60kg級で優勝を果たした。この時は1つ年上の兄である相原中学3年の剛毅も90kg級で優勝したことにより、兄弟優勝を成し遂げることになった。その後に兄のいる相原中学へ転校すると、3年の時には66kg級で優勝して2階級制覇を達成した。団体戦ではチームメイトの長澤憲大などとともに活躍して5位になった。なお、中学時代は息子に甘えを見て取った父親に、「お前に志す価値はない。心を使うな」と指摘されて、名前の「城志郎」が「城士郎」と表記されていた。
桐蔭学園高校へ進むと、安昌林と同級生になった。1年の時には世界カデ66kg級代表に選ばれるが、2回戦で敗れた。2年の時にはインターハイに出場するも、ベスト16にとどまった。その後、校則違反により桐蔭学園高校を自主退学すると、沖学園高校へ転校して、そこを卒業した。
兄のいる天理大学に進学すると、1年の時に全日本ジュニアで延岡学園高校3年の橋口祐葵を指導3で破り優勝を飾った。2年の9月には天理大学の暴力問題が発覚したために、連覇のかかった全日本ジュニアへの出場は見合わせることになった。11月に部活動が部分的に再開されるも、ほとんど練習できていない状態で出場した講道館杯では、決勝で桐蔭横浜大学4年の宮崎廉に大外刈で一本勝ちして優勝を飾った。グランドスラム・東京では準々決勝でブラジルのチャールズ・チバナに小外刈で敗れて7位に終わった。この際に左膝前十字靱帯を断裂して長期のリハビリテーションに取り組まざるを得なくなった。その後復帰すると、4年の時には講道館杯の決勝で鹿屋体育大学4年の竪山将に指導1で敗れて、今大会2年ぶりの優勝はならなかった。2016年3月にはリオデジャネイロオリンピックテスト大会の決勝で、地元ブラジルの選手を破って優勝した。
2016年4月からはミキハウスの所属になった。選抜体重別では決勝まで進むも、日体大1年の阿部一二三にGSに入ってから指導2で敗れて2位にとどまった。5月のグランプリ・アルマトイでは決勝で地元カザフスタンの選手を内股の有効で破って、IJFワールド柔道ツアー初優勝を飾った。
2017年の講道館杯では2度目の優勝を飾った。グランドスラム・東京では準々決勝で世界選手権3位であるジョージアのバジャ・マルグベラシビリを袖釣込腰、準決勝で元世界チャンピオンである韓国のアン・バウルを技ありでそれぞれ破るが、決勝では阿部にGSに入ってから大内刈で敗れて2位にとどまった。
2018年2月のグランドスラム・パリでは決勝まで進んでアンと対戦するが、GSに入ってから反則負けを喫して2位にとどまった。4月の体重別では決勝で筑波大学4年の田川兼三を巴投げの技ありで破って今大会初優勝を飾った。なお、世界選手権代表には選ばれなかったが、アジア大会代表には選ばれた。5月のグランプリ・フフホトでは準々決勝でアンを袖釣込腰で破るなどして決勝まで進むと、世界選手権2位であるロシアのミハイル・プリャエフに反則勝ちして優勝を飾った。8月のアジア大会では決勝でアンに背負投で敗れて2位に終わった。10月には一般の女性と結婚した。11月のグランドスラム・大阪では準決勝で大阪府警の藤阪太郎に反則勝ちすると、決勝では阿部をGSに入ってから巴投げの技ありで破って優勝した。12月のワールドマスターズでは決勝でイスラエルのバルチ・シャミロフに内股で技ありを取った後に袖釣込腰で破るなど全て一本勝ちして優勝した。
2019年2月のグランドスラム・デュッセルドルフでは準々決勝において世界ジュニアチャンピオンであるイタリアのマヌエル・ロンバルドを技あり、準決勝ではモルドバのデニス・ビエルを送襟絞でそれぞれ破ると、決勝では韓国の金琳煥を内股の技ありで破って優勝した。4月の体重別では決勝で阿部を13分23秒もの戦いの末に浮技の技ありで破って2連覇を達成して、世界選手権代表に選出された。なお、2016年の体重別で阿部に指導2で敗れた際に息子の甘さを見て取った父親は、精神面で阿部に追いつくための方策として、息子を敢えて突き放して3年半もの間息子とは一切連絡を取らなかったが、世界選手権直前に久々の再会を果たした。8月に東京で開催された世界選手権では4回戦の技あり以外は全て一本勝ちして準決勝で阿部と対戦すると、開始直後の攻防で釣手や軸足を傷めた影響もあって指導2を先行され劣勢だったものの、果敢に立ち向かいGSに入ってから浮技で技ありを取って破った。決勝では金琳煥に合技で一本勝ちして優勝を飾った。この際に次のように語った。「ここまでくるのに、いろいろな思いがあったので…。うれしい気持ちです。（26歳で世界の頂点）普通の選手より長くかかっているので。でも東京オリンピックで金メダルを取るのが僕の目標なので（明日から）気持ちを切り替えていきます」。なお、大会後初めて世界ランキング1位になった。11月のグランドスラム・大阪では準決勝で警視庁の西山祐貴を技ありで破るも、決勝では阿部にGSに入ってから支釣込足の技ありで敗れて2位にとどまった。今大会優勝すれば東京オリンピック代表が内定する可能性もあったが、持ち越しとなった。
2020年2月のグランドスラム・デュッセルドルフでは阿部と対戦する可能性もあったが、左膝の内側側副靱帯損傷により出場を取り止めた。体重別では東京オリンピック代表をかけて阿部と最終決戦になるはずだったが、新型コロナウイルスの影響によりオリンピック自体が1年延期されるとともに、今大会も延期される事態となった。5月に全柔連は常務理事会と強化委員会を開いて、1年延期になった東京オリンピックでは唯一代表が決まっていない66kg級の代表選考方式に関して、結論を先送りすることを確認した。場合によっては来年の選抜体重別まで選考が延期される可能性も示唆された。その後、12月に開催予定のグランドスラム・東京が代表決定の最終選考になることが決まったものの、今大会もコロナウイルスの影響により中止となったため、同月13日に異例となる阿部とのワンマッチにより代表決定を行う方針となった。なお、この試合は、2020年10月の講道館杯60kg級決勝戦での審判団の判断ミスを受け、ブルー柔道衣を採用となるが、全柔連主催の国内試合では初めてとなる。その対戦では、両者互いに牽制し合い決定打となる技を出せず24分もの長期戦となるも、最後は阿部の大内刈で技ありを奪われて敗れた。この結果により、東京オリンピックの代表補欠に回ることになった。試合後、次のようにコメントした。「結果は負けだが、自分がやってきた全てを出し切れた。ここまで肉体的、精神的にも強くなれたのは、僕だけの力ではなく阿部選手の存在もある。僕の柔道人生は終わっていない。これからも前を向いて精進していく」。なお、この試合を生中継していたテレビ東京は、試合時間が長引いたこともあって正規の時間内で放映が収まらず、途中で中継を打ち切ってしまった。そのため視聴者の多くは、同じくテレビ東京がYouTubeで配信していた生中継の方へ駆け込む形となった。この事態に対してテレビ東京側は、想定以上の大熱戦になってしまったとして、視聴者に謝罪した。
2021年4月の体重別は出場しなかったが、世界選手権代表に選出された。6月の世界選手権では準決勝でアゼルバイジャンのオルハン・サファロフを技ありで破ると、決勝では世界ランキング1位であるロンバルドを巴投げの技ありで破って、今大会2連覇を達成した。
2022年4月の体重別では決勝で東京オリンピック金メダリストとなった阿部に反則負けを喫して2位にとどまった。しかし、実績で阿部とともに世界選手権代表に選出された。10月の世界選手権では準々決勝で東京オリンピック銀メダリストとなったマルグベラシビリを内股で破ると、準決勝ではアンに反則勝ちするも、決勝では阿部に技ありで敗れて今大会3連覇はならなかった。12月のグランドスラム・東京では準々決勝で筑波大学3年の田中龍馬に変形の袖釣込腰で一旦は技ありを取られるも、それが相手のダイビングとみなされて反則勝ちになった。その後の決勝では東海大相模高校3年の服部辰成を巴投げで破って優勝した。その後の強化委員会で2023年の世界選手権代表に決まった。
2023年5月の世界選手権では準々決勝でアンを隅返、準決勝でモンゴルのヨンドンペレンレイ・バスフーに技ありで競い勝つも、2年連続の決勝対決となった阿部戦では10分以上の戦いの末に反則負けを喫してまたも2位にとどまった。
2024年1月の会見で「負けた状態で終われない」として、現役続行を表明した。2月のグランドスラム・パリでは初戦でリオデジャネイロオリンピック金メダリストであるイタリアのファビオ・バシレを腕挫十字固、その後の準決勝ではアンを技ありで破るも、決勝ではパーク24の武岡毅に技ありで敗れて2位にとどまった。なお、丸山が阿部以外の選手に敗れたのは2018年のアジア大会決勝でアンに敗れて以来6年ぶりのことであった。
IJF世界ランキングは3400ポイント獲得で7位（2024年1月29日現在）。

## 戦績
- 2004年
  - 全国少年柔道大会 個人戦 3位 団体戦 3位
  - 全国小学生学年別柔道大会 40kg級 2位
  - 全日本選抜少年柔道大会 小学生の部 団体戦 優勝
- 2007年
  - 全国中学校柔道大会 60kg級 優勝

66kg級での戦績
- 2008年
  - 全国中学校柔道大会 個人戦 優勝 団体戦 5位
- 2012年
  - 全日本ジュニア 優勝
  - 講道館杯 7位
- 2013年
  - ブレーメン国際 優勝
  - 講道館杯 優勝
  - グランドスラム・東京 7位
- 2015年
  - 講道館杯 2位
- 2016年
  - リオデジャネイロオリンピックテスト大会 優勝
  - 体重別 2位
  - グランプリ・アルマトイ 優勝
  - 講道館杯 5位
- 2017年
  - ヨーロッパオープン・ローマ 3位
  - 体重別 3位
  - 講道館杯 優勝
  - グランドスラム・東京 2位
- 2018年
  - グランドスラム・パリ 2位
  - 体重別 優勝
  - グランプリ・フフホト 優勝
  - アジア大会 2位
  - グランドスラム・大阪 優勝
  - ワールドマスターズ 優勝
- 2019年
  - グランドスラム・デュッセルドルフ 優勝
  - 体重別 優勝
  - 世界選手権 優勝
  - グランドスラム・大阪 2位
- 2021年　
  - 世界選手権 優勝
- 2022年
  - 体重別 2位
  - 世界選手権 2位
  - グランドスラム・東京 優勝
- 2023年
  - 世界選手権 2位
- 2024年
  - グランドスラム・パリ 2位

（出典、JudoInside.com）